# 啟德坊

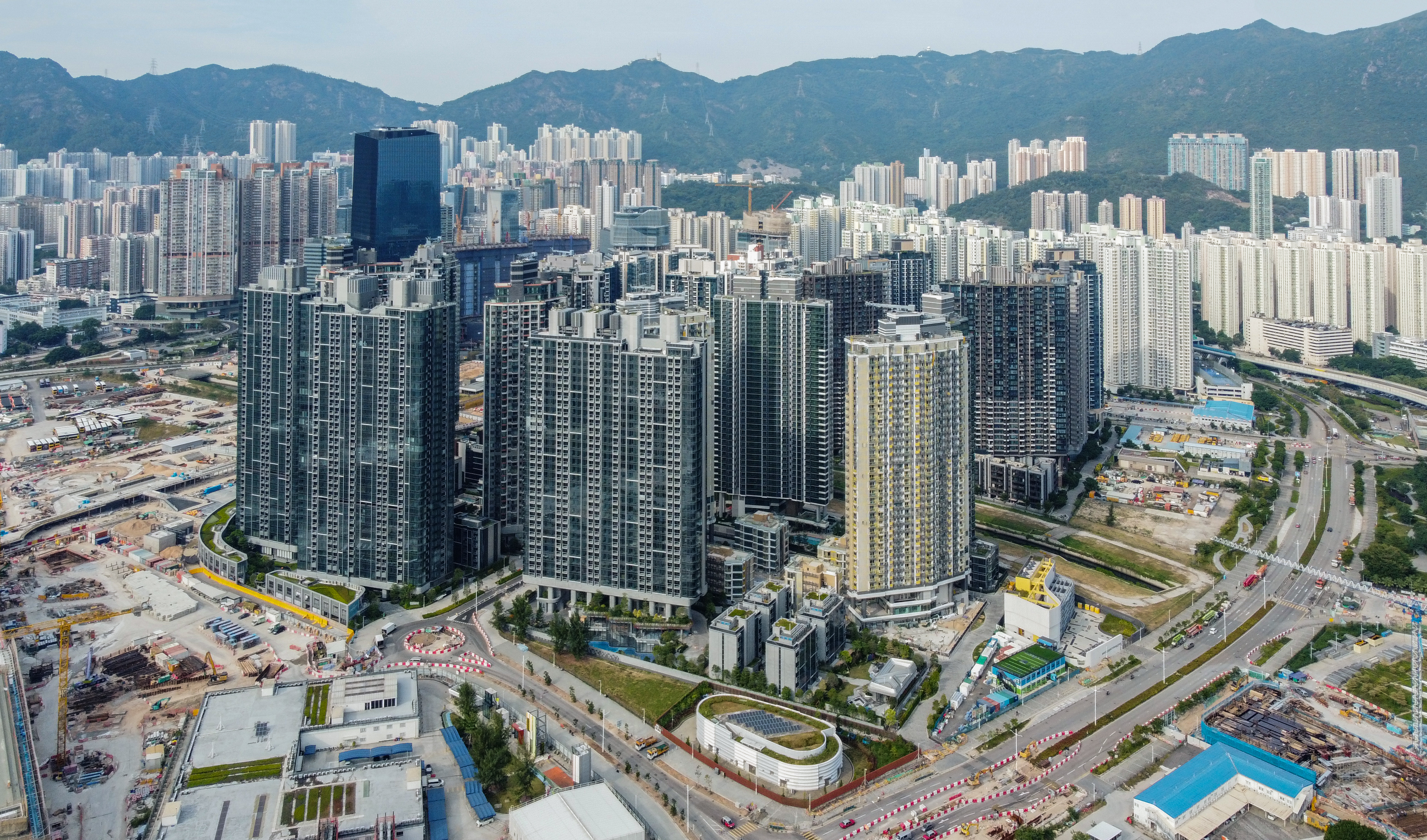
啟德坊（2022年10月）

啟德坊（英語：Kai Tak Grid Neighbourhood）是香港《啟德發展計劃》的項目之一，由多條闊十米的行人街道所組成的小住宅區。內容是在九龍啟德舊機場北停機坪興建一個中低密度無平台住宅區，設計上強調住戶互動與睦鄰關係的休閒社區，每段街道包括了一系列的獨立屋和高密度樓宇，以及各種政府、機構或社區設施。

## 歷史
2013年11月6日，發展局局長陳茂波在立法會上表示，土木工程拓展署檢視過啟德發展區用地後，認為可以提高啟德坊中4幅私人住宅用地的地積比率及高度限制，預計總樓面面積可增加約22%，額外提供約1,000單位，研究於2014年年中完成。

## 行人專用街道命名比賽
2016年1月5日，土木工程拓展署推出「名繫啟德坊行人專用街道命名比賽」，就啟德坊內10條行人專用街道命名，建議須與周邊環境配合，背後亦要有「故事」。政府新聞網Facebook上載有關報道後，隨即引來網民極具創意留言。網民以近日銅鑼灣書店股東及員工失蹤事件作為靈感，寫出「銅鑼灣五子喺邊道」，成為最多人讚好。其他創意留言包括串連近期城中熱話立法會議員吳亮星、鉛水風波以及第三條跑道工程。目前，行人街道命名結果如下（已刊憲生效）：振翅里（南/北）、高飛里（南/北）、揚帆里（南/北）、遠洋里（南/北）、天際里（東/西）及善鄰里。

## 批評

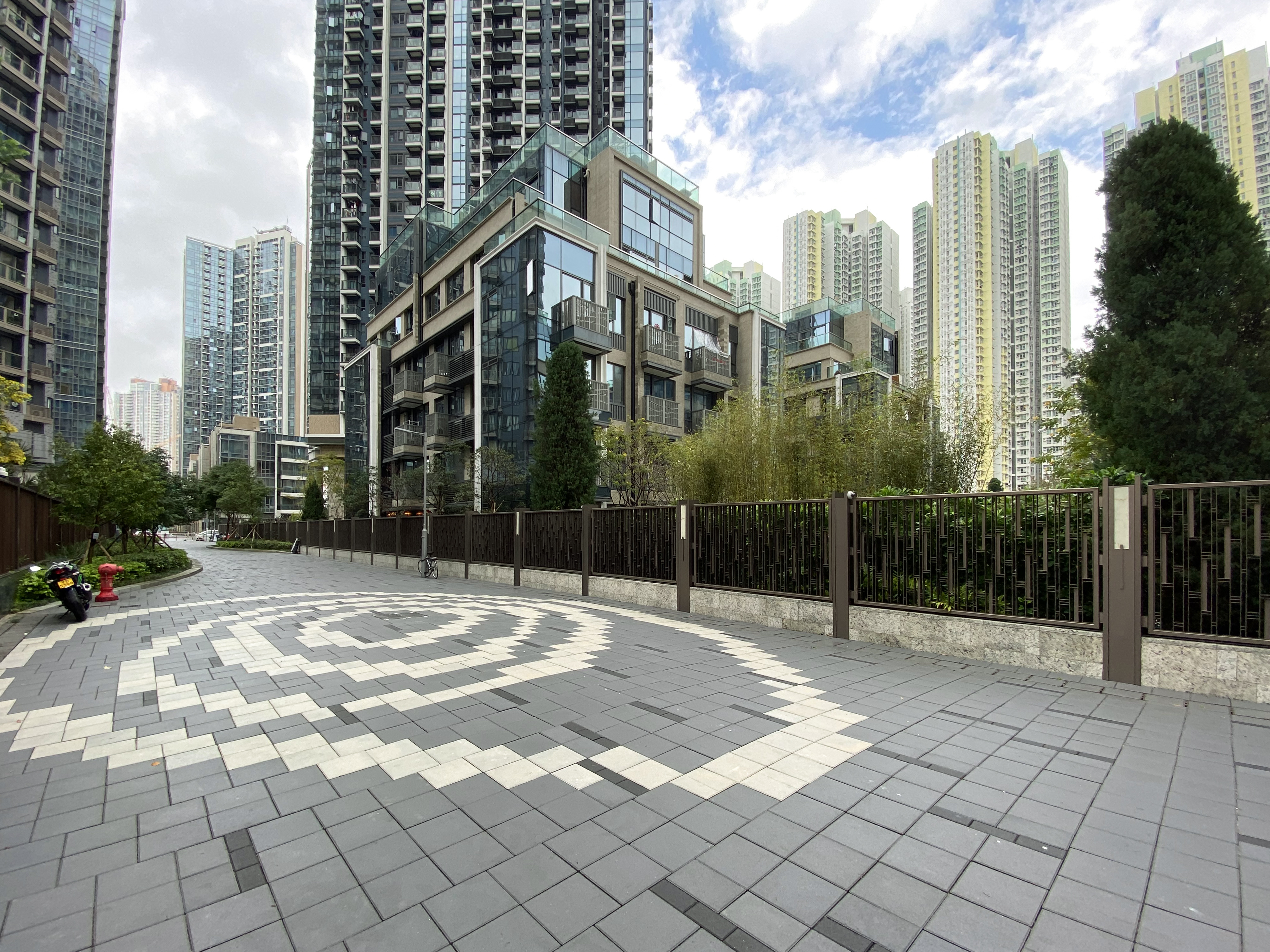
啟德坊屋苑外圍採用圍欄密封，並加設閉路電視，有城市研究者批評是門禁社區，不能做到社區互動

雖然政府強調設計住戶互動與睦鄰關係的休閒社區，不過私人住宅落成後，屋苑外圍採用圍欄密封，並加設閉路電視。城市研究者黃宇軒認為該處是「各自的門禁社區，可望而不可進」，反而公屋部分才能夠感受到公共空間和人與人互動，對比非常鮮明。

## 另見
- 啟德濱

## 外部連結
- 公眾諮詢摘要 (三) - 9. 主要發展建議（页面存档备份，存于）